# Bohemian Rhapsody
Pour le biopic sur Freddie Mercury, voir Bohemian Rhapsody (film).
Singles de Queen
Lily of the Valley
(1975) You're My Best Friend
(1976)
Pistes de A Night at the Opera
Good Company
(10) God Save the Queen
(12)
Bohemian Rhapsody est une chanson écrite par Freddie Mercury, enregistrée par le groupe de rock britannique Queen pour l'album A Night at the Opera, sorti en 1975. La chanson, qui adopte le style opératique, repose sur une structure assez inhabituelle pour un titre de musique rock : découpée en six parties, elle est dépourvue de refrain et comporte des arrangements tantôt a cappella, tantôt hard rock. En dépit de la singularité de son format, elle sort en single 45 tours et devient un immense succès commercial, marquant une étape décisive dans la carrière du groupe Queen et posant les jalons de sa reconnaissance au panthéon des grands groupes de rock internationaux.
Le morceau est accompagné de ce que l'on nomme alors une vidéo promotionnelle, aujourd'hui considérée comme ayant contribué à fixer les bases du langage visuel moderne employé dans les clips vidéo. Par la suite, Bohemian Rhapsody demeure systématiquement jouée lors des concerts du groupe jusqu'à la dernière tournée en 1986. La chanson sort deux fois en single pour une vente cumulée d'environ 15 millions d'exemplaires.
Elle jouit toujours au XXIe siècle d'une très grande popularité de par le monde. Elle est ainsi en 2018 la chanson du XXe siècle la plus diffusée en streaming sur les différentes plateformes, avec plus d'1,6 milliard d'écoutes. En 2018, le biopic musical homonyme au succès international retraçant l'histoire de Freddie Mercury et de son groupe revient notamment sur sa genèse et son enregistrement. En 2021, la chanson est certifiée « diamant » par la RIAA pour dix millions de ventes tous supports confondus, faisant de Queen le premier groupe britannique à obtenir cette certification aux États-Unis.

## Genèse du morceau et origine du nom
On en sait très peu sur l'origine du nom du morceau. Selon une interview de Brian May, guitariste du groupe, accordée à un magazine et ultérieurement publiée sur son site Web, Freddie Mercury l'aurait trouvé assez tardivement au cours des sessions d'enregistrement. D'après un documentaire de 2004 de la BBC, incluant des entretiens avec le producteur du morceau, Roy Thomas Baker, les premières bandes enregistrées étaient simplement étiquetées « Fred's thing » (« le truc de Fred », Fred désignant Freddie Mercury).
D'une façon générale, le titre évoque une chanson au format hors norme (la rhapsodie) traitant de quelqu'un qui ne se plie pas aux règles de la société (le Bohémien).
Freddie Mercury compose le morceau sur un piano droit qu'il a installé dans son appartement londonien. Dans un entretien accordé en 2000, Reinhold Mack, producteur du groupe au début des années 1980, a dit tenir de Mercury que ce dernier était parti d'une idée de base — en l'occurrence, un mélange entre le rock et l'opéra —, l'avait peaufinée, puis avait ajouté et enlevé des éléments jusqu'à l'obtention exacte de ce qu'il désirait.

## Enregistrement
L'enregistrement de la chanson se déroule sur six semaines, en collaboration avec le producteur Roy Thomas Baker. Il commence le 24 août 1975 au Rockfield Studio 1, près de Monmouth au pays de Galles, au terme de trois semaines de répétition dans le Herefordshire. Au cours de ces six semaines, quatre autres studios seront eux aussi utilisés — Roundhouse, SARM, Scorpion et Wessex. Selon les autres membres du groupe, Freddie Mercury, qui a la chanson définitive en tête dès le début, les dirige pendant tout l'enregistrement.

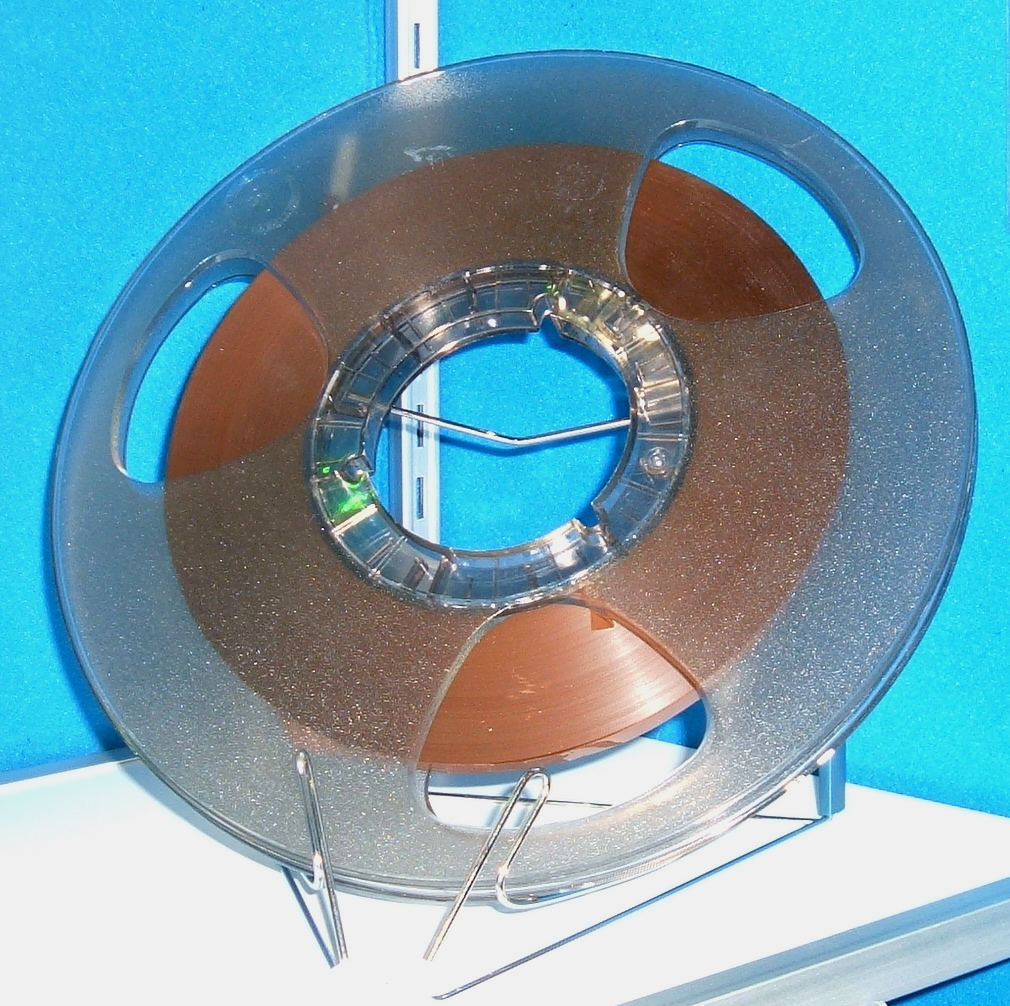
C'est sur ce type de support que s'est fait l'enregistrement du morceau, en coupant-collant manuellement de multiples sections de bandes.

Pour appréhender l'ampleur du travail en studio engendré par ce titre en 1975, il faut comprendre les méthodes d'enregistrement dont disposent les producteurs et les musiciens de l'époque. Étant donné que les studios n'offrent alors que vingt-quatre pistes analogiques, les musiciens doivent enregistrer un grand nombre de bandes, puis les mixer sur une nouvelle, jusqu'à ce que l'ensemble des chœurs et des instruments tiennent sur les vingt-quatre pistes disponibles : cette technique, dite du submix (ou sous-mixage), sera, sur Bohemian Rhapsody, utilisée jusque sur huit niveaux par endroits, à tel point que les bandes, initialement opaques, deviennent transparentes au fil des séances de travail, perdant leur couche d'oxyde à force de passages sur les têtes d'enregistrement. Après ce travail de mixage, les parties des bandes que l'on souhaite conserver sont coupées au rasoir, puis raccordées ensemble dans le bon ordre à l'aide de ruban adhésif.
Pour Bohemian Rhapsody, sont d'abord enregistrées les parties instrumentales « simples » — comprenant le piano à queue de Freddie Mercury, la guitare de Brian May, la basse de John Deacon et la batterie de Roger Taylor — qui serviront de base pour les séances ultérieures d'enregistrement d’overdubs de guitare et de voix. L’overdub consiste à ajouter des pistes supplémentaires sur un travail précédemment enregistré, ce qui permet de multiplier virtuellement les instruments ou parties vocales. Brian May, Freddie Mercury et Roger Taylor travaillant chaque jour leurs parties vocales pendant dix à douze heures, il en résulte l'enregistrement de 180 overdubs distincts. Parmi les nombreux instruments utilisés sur le morceau, on peut citer la célèbre guitare Red Special de Brian May et un grand tam-tam de marque Paiste. Mercury joue sur un piano à queue Bechstein, qu'il utilisera à nouveau pour le clip vidéo et lors de la tournée suivante au Royaume-Uni.
Bohemian Rhapsody, qui constitue à ce jour le morceau le plus cher jamais réalisé, demeure, en termes d'enregistrement, l'un des plus élaborés de l'histoire de l'industrie du disque.

## Sortie
Lorsque Freddie Mercury demande à exploiter commercialement le morceau sous forme de 45 tours (single), il s'entend rétorquer qu'avec ses 5 minutes et 55 secondes, Bohemian Rhapsody est trop long et ne peut pas faire un succès. Freddie Mercury décide alors d'en donner une copie à son ami Kenny Everett, célèbre animateur de la fréquence londonienne Capital Radio. Ce faisant, il prend soin de l'informer — en appuyant ses dires d'un clin d'œil amical — que le morceau est réservé à une écoute personnelle et ne doit surtout pas être diffusé. Le plan fonctionne à merveille : Everett, qui a saisi le message, capte l'attention de ses auditeurs en passant des extraits du morceau pendant son émission. Finalement, il en arrive à passer le morceau jusqu'à quatorze fois pendant un weekend. À partir de là, les grandes radios acceptent de diffuser Bohemian Rhapsody dans son entier. La chanson est un succès et sort donc en single selon les vœux de Freddie Mercury, avec le morceau I'm in Love with My Car de Taylor sur la face B.

## Structure du morceau
Le morceau est constitué de six sections distinctes : introduction, ballade, solo de guitare de Brian May, partie opéra, partie hard rock et conclusion (outro). Le même style, au stade embryonnaire, se retrouve dans de précédents morceaux du groupe, tels que My Fairy King, Liar ou encore The March of the Black Queen. Ces trois titres, composés par Mercury, sont connus pour leurs quelques similitudes avec Bohemian Rhapsody en termes de style de composition musicale.

### Introduction (jusqu'à 49 s)
La chanson commence en si bémol majeur, avec quatre parties a cappella très rapprochées, enregistrées en multipiste par Mercury. Le narrateur s'interroge sur la différence entre le « réel » et l'« imaginaire », avant de conclure qu'« on ne peut échapper à la réalité ». Après une quinzaine de secondes, un piano de concert fait son entrée, tandis que la voix solo de Mercury alterne avec les chœurs. Le narrateur se présente comme un « pauvre garçon », mais avertit qu'il ne souhaite susciter aucun témoignage de pitié, car « rien n'est vraiment important » : les jeux d'alternances chromatiques sur easy come, easy go (« ça va, ça vient ») soulignent l'atmosphère onirique du morceau. Cette première partie prend fin avec l'entrée de la basse et les jeux d'arpèges du piano.

### Ballade (de 49 s à 2 min 37 s)
La basse de John Deacon marque les premiers temps de chaque mesure et l'harmonie est ponctuée par le piano ; ensuite, les chœurs cèdent la place au solo de Mercury. Le narrateur explique qu'il « vient de tuer un homme », et qu'il vient par là de détruire sa propre vie. Grâce à quelques passages chromatiques descendants, la basse amène une modulation en mi bémol, permettant l'entrée de la batterie de Roger Taylor (vers 1:18). Le narrateur évoque pour la première fois sa mère (« Mama ») dans la nouvelle tonalité, en transposant le thème original. Il explique qu'il regrette de la faire pleurer et l'incite à tenir le coup (« carry on, carry on/continue, continue »).
Comme la ballade en arrive à son deuxième couplet, le narrateur se dit fatigué et abattu par ses actions : Brian May entre à la guitare, en imitant les arpèges aigus donnés par le piano (1:50). Le narrateur prend congé du monde et se prépare à « faire face à la vérité », regrette d'avoir à mourir, et souhaite n'être jamais né.

### Solo de guitare (de 2 min 37 s à 3 min 3 s)
Avec cette dernière réplique, la musique gagne en intensité, laissant la place à la guitare solo de Brian May, qui sert de pont de la ballade à l'opéra. Le solo de guitare évolue à travers des gammes modifiées de si bémol, pour s'envoler dans les aigus. En contrepoint, la basse achève une descente chromatique pour introduire une nouvelle modulation, lorsque l'orchestre s'interrompt brutalement (3:02), ne laissant qu'un accord de la majeur (la nouvelle tonalité) marqué sur des croches fuyantes : l'opéra commence ici. En concert, la scène s'éteint et les membres du groupe sortent de scène pour laisser le playback prendre en charge cette section, devenue impossible à jouer en direct tant les voix s'étaient complexifiées grâce au multipiste.

### Opéra (de 3 min 3 s à 4 min 7 s)
« À chaque fois que Freddie chantait un nouveau « Galileo », je rajoutais un morceau de bande sur la bobine... Cette partie du morceau a pris environ trois semaines d'enregistrement à elle toute seule, ce qui, en 1975, correspondait au temps moyen nécessaire à l'enregistrement d'un album entier. »

— Roy Thomas Baker
Une série rapide de changements rythmiques et harmoniques introduit une section intermédiaire évoquant l'opéra, contenant l'ébauche du travail multipiste plus élaboré qui va ensuite décrire la « descente aux enfers » du narrateur. Tandis que la base rythmique du morceau demeure, la dynamique varie grandement, passant graduellement d'un simple duo piano-voix au chœur complet soutenu par la batterie, la basse, le piano et les timbales.
Cette partie nécessite 180 prises de son. D'après Taylor, les voix respectives de May, Mercury et lui-même, une fois réunies, constituaient une gamme vocale large : « Brian pouvait descendre assez bas, Freddie avait une voix incroyablement puissante dans les fréquences moyennes et j'étais assez bon pour les aigus ». Cela s'avère utile dans la mesure où le groupe souhaitait créer « un mur de son, commençant bas et grimpant jusqu'au sommet ». Roger Taylor apparaît brièvement en tant que chanteur principal lors de cette section, lors des célèbres « Galileo », qu'il chante dans son registre suraigu, auxquels Freddie fait écho en chantant dans un registre plus grave.
Le groupe utilise une technique connue sous le nom de « bell effect » sur les paroles « magnifico » et « let me go (laisse-moi partir) ». En outre, sur « let him go (laisse-le partir) », Taylor, qui chante la section aiguë, prolonge sa note finale alors que le reste du chœur s'est déjà tu. Les références lyriques que l'on retrouve dans ce passage incluent Scaramouche, le fandango et Figaro tandis que des factions rivales se disputent l'âme du narrateur. L'introduction est rappelée par une inflexion chromatique sur « I'm just a poor boy, nobody loves me » (Je suis juste un pauvre garçon, personne ne m'aime). Cette section se conclut sur un traitement choral complet des paroles « Beelzebub has a devil put aside for me! » (Belzébuth a un diable mis de côté pour moi !) sur un accord de si bémol majeur. Roger Taylor chante sa dernière note en fausset, presque trois octaves au-dessus du do original.

### Hard rock (de 4 min 7 s à 4 min 56 s)
La section opéra amène vers un interlude hard rock agressif dont le riff de guitare a été composé par Mercury. Cette partie a été rendue célèbre par le film Wayne's World, avec la scène de headbang dans la voiture. À 4:14, Mercury, dont la voix est alors dédoublée, chante des paroles agressives à l'attention d'une personne (« you/toi ») dont l'identité n'est pas précisée, l'accusant de tromperie et de trahison et insiste sur « can't do this to me, baby » (« Tu ne peux pas me faire ça, chéri(e) »). Suivent ensuite trois montées de guitare. À propos de ce passage, May avoue qu'il a dû « se bagarrer » à chaque interprétation sur scène. La troisième et dernière montée est suivie par le piano de Mercury.

### Outro (de 4 min 56 s à 5 min 55 s)
Après que Mercury a joué des octaves montantes de notes sur une échelle diatonique (ou « mixolydienne »), la chanson revient au tempo et à la forme de l'introduction. La guitare accompagne le chœur de « ooh, oh yeah, oh yeah/ooh, oh ouais, oh ouais ». Sur le « ooh », la combinaison des deux rappelle un peu le son de trompettes. La guitare, sur ce passage, est jouée sur un amplificateur créé par John Deacon et affectueusement surnommé le « Deacy Amp ». Il y a un changement de coloration tandis que les lourds riffs sont progressivement remplacés par la mélodie de la guitare. Revient alors la ligne de chant de Mercury, « Nothing really matters... » (Rien n'a vraiment d'importance...). La ligne finale, « Any way the wind blows » (Où que souffle le vent), est suivie du son étouffé d'un gong.

## Interprétation des paroles
Depuis l'époque de la sortie de Bohemian Rhapsody, nombreux sont ceux qui se perdent en conjectures quant à la signification réelle des paroles. Certains pensent qu'elles décrivent les moments précédant une exécution, citant L'Étranger d'Albert Camus comme une possible source d'inspiration. On évoque également le mythe de Faust et son célèbre pacte avec le diable. Enfin, il en est pour dire que les paroles ont simplement été écrites pour coller au mieux avec la musique. C'est cette dernière théorie qu'Everett soutient, car Mercury lui aurait dit des paroles de sa Rhapsody qu'elles ne sont que « du pur non-sens qui rime ».
Selon Tim Rice, ancien collaborateur du groupe, et Jim Hutton, dernier compagnon de Freddie Mercury, les paroles de cette chanson auraient un sens caché : Freddie Mercury annoncerait son coming out.
Une autre théorie fantaisiste qui se retrouve actuellement régulièrement sur Internet veut que Mercury, se sachant séropositif et ayant transmis la maladie à un partenaire, écrit Bohemian Rhapsody pour confesser et expier sa « faute ». Il convient de rappeler que le morceau a été écrit en 1975 : à cette époque, le syndrome qui portera le nom de SIDA pour la première fois en 1981 n'est pas connu de la communauté médicale, et a fortiori du grand public ; de plus, le chanteur n'apprendra sa séropositivité qu'en 1987[réf. nécessaire]. Mercury, pour sa part, s'est toujours montré évasif quand il s'est vu directement interrogé sur le sens et l'origine des paroles. Contrairement aux autres membres du groupe, qui se laissent facilement aller à parler de leurs sources d'inspiration quand il s'agit d'écriture, il n'aimait pas trop se livrer à l'analyse de ses créations, préférant que chacun puisse construire son interprétation personnelle. Ce qui est acquis, car souvent confirmé par May, Taylor ou Deacon, c'est que Mercury se sentait intimement lié à cette composition. Il en dira simplement : « C'est une de ces chansons qui véhiculent un sentiment de fantastique. Je crois que les gens devraient simplement l'écouter, y penser, puis se faire leur propre idée sur ce que ça leur raconte ». « Bohemian Rhapsody n'est pas simplement venue de nulle part. J'ai fait quelque chose d'un peu recherché, bien que ça ait un côté irrévérencieux et opéra de pacotille. Pourquoi pas ? »,.

## Clip vidéo
Le clip, ou plutôt la vidéo promotionnelle du morceau, est dirigé par Bruce Gowers, qui met en image les idées du groupe. Cette vidéo est particulièrement destinée à promouvoir les tournées du groupe et à leur permettre de faire une apparition dans l'émission Top of the Pops. Tournée en un peu plus de quatre heures sur le plateau de répétition du groupe à l'aide du camion de tournage d'un des managers du groupe, elle coûte 4 500 £ à produire.
Tous les effets visuels sont réalisés lors du tournage. L'effet de Larsen visuel sur le visage, plus connu sous le nom de Feedback Video, est obtenu en intercalant le sujet filmé (en l'occurrence, Freddie Mercury) entre la caméra et un moniteur, placé dans l'axe, reproduisant l'image filmée. Il suffit alors de décaler légèrement ledit moniteur, qui se retrouve dans le champ de la caméra, pour un effet de multiplication à l'infini.
Le clip de Bohemian Rhapsody est souvent désigné - abusivement - comme « la toute première vidéo promotionnelle », le « premier vidéoclip » ou la « première vidéo pop ». En fait, Queen fait réaliser des vidéos promotionnelles — assez simples — pour les chansons Liar et Keep Yourself Alive, issues du premier album, dès le tout début des années 1970, à l'instar d'autres groupes et artistes. Cependant, le succès du morceau et de son clip a fortement contribué à généraliser ce mode de communication chez les majors du disque et les labels plus modestes. Ce type de vidéo permet à l'époque de présenter les nouveautés dans des émissions comme Top of the Pops sans que les artistes aient besoin d'être physiquement présents. En outre, l'avènement du clip permet aux musiciens de choisir l'accompagnement visuel de leurs morceaux, plutôt que de le confier à des troupes de danseurs spécialisées.

## Popularité et postérité
En 1977, seulement deux ans après sa sortie, Bohemian Rhapsody est élue « meilleur single des 25 dernières années » par la British Phonographic Industry (association britannique des professionnels du disque).
Bohemian Rhapsody est le seul single à avoir été deux fois premier des classements du Royaume-Uni à l'occasion des fêtes de Noël, une première fois l'hiver 1975-1976, une seconde fois en 1991-1992, avec sur le même disque un succès de l'époque, These Are the Days of Our Lives, à la suite de la mort de Mercury. Au moment de sa première sortie, le titre reste premier des classements pendant neuf semaines d'affilée — durée alors inégalée depuis 1957 — et encore cinq semaines de plus pour la réédition de 1991. Cela en fait le 4e single demeuré le plus longtemps dans l'histoire des classements du Royaume-Uni. En outre, c'est le seul single du Royaume-Uni à s'être vendu à deux reprises à plus d'un million d'exemplaires. C'est à ce jour le troisième plus grand succès pour un single dans ce pays. La nouvelle sortie du single de Bohemian Rhapsody en 1991 s'est vendue à plus de 50 000 exemplaires en France, pays où la sortie initiale était passée inaperçue (4 700 exemplaires sur une seule semaine de présence de classement en janvier 1976). En novembre 2018, le titre atteint la troisième place du Top Singles en France à l'occasion de la sortie du biopic du même nom.
La chanson se classe régulièrement assez haut dans les sondages concernant le « meilleur single de tous les temps ». En 2002, elle arrive en première place du sondage Guinness Hit Singles, désignant le meilleur single britannique de tous les temps, et en 10e position dans un sondage de la BBC consistant à trouver la « chanson la plus appréciée de par le monde ». En 2000, elle arrive en seconde place, juste derrière Imagine de John Lennon, dans un sondage télévisé organisé par la chaîne Channel 4 classant les « 100 meilleurs N°1 [des classements britanniques] ». Aux Pays-Bas, Bohemian Rhapsody apparaît systématiquement dans les cinq premiers du classement annuel Top 100 Aller Tijden (« Les 100 meilleurs singles de tous les temps ») depuis 1977, et s'est retrouvée en tête huit fois. De plus, dans le classement hollandais Top 2000 qui existe depuis 1999, la chanson est arrivée première chaque année jusqu'en 2005 où elle retombe en seconde place, pour la reprendre en 2006. Bon indice de la popularité de ce classement : en 2005, 60 % de la population hollandaise a suivi l'émission.
En 1992, la chanson retrouve une notoriété internationale en tant qu'élément de la musique du film Wayne's World de Penelope Spheeris. Une nouvelle vidéo est alors tournée, intercalant des scènes du film et des prises de vue live de Queen. La scène finale est intéressante puisque la fameuse image du quatuor, tirée de la vidéo de 1975, se transforme par morphing en une photo de 1985 sur laquelle ils prennent une pose identique. Cette dernière image avait été originellement utilisée pour le clip du morceau One Vision. En outre, en 2004, la chanson entre au Grammy Hall of Fame. La même année, Bohemian Rhapsody est la seconde chanson la plus diffusée à la radio britannique. En 2012, la chanson est désignée « Favourite Number One Singles of the Last 60 Years » par l'Official Charts Company. En 2012, les premières paroles de la chanson servent d’introduction à la partie hommage à la culture musicale britannique de la cérémonie de clôture des Jeux olympiques de Londres, avant de laisser place à Imagine de John Lennon.
En 2014, les lecteurs du magazine Rolling Stone classent la chanson à la 1re place de leurs chansons préférées de Queen. En janvier 2016 on retrouve Bohemian Rhapsody comme musique de la bande-annonce du film Suicide Squad sorti en août 2016.
En 2018, le biopic musical centré sur l'histoire de Freddie Mercury et du groupe se nomme Bohemian Rhapsody. Le film revient notamment sur la genèse et l'enregistrement de la chanson, et devient le film biographique musical le plus rentable de l'histoire du box office mondial. La même année, Bohemian Rhapsody devient la chanson du XXe siècle la plus écoutée en streaming avec 1,6 milliard d'écoutes sur les principales plateformes, propulsée par le film homonyme,,.
En juillet 2019, la chanson est la première du groupe, et par ailleurs la première de la décennie 1970, à franchir le cap du milliard de visionnages sur YouTube.
En mars 2021, la chanson est certifiée « diamant » par la RIAA pour dix millions de ventes tous supports confondus, faisant de Queen le premier groupe britannique à obtenir cette certification aux États-Unis.

## Bohemian Rhapsodyen concert

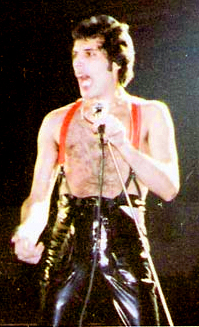
Freddie Mercury sur scène à Hanovre en 1979.

L'introduction a cappella étant trop complexe pour être reprise en concert, bien que certains affirment que le groupe s'y soit essayé peu de temps après la sortie du morceau, il n'en existe pas d'enregistrement live. En lieu et place, Freddie Mercury essaye différents lancements pour Bohemian Rhapsody lors des concerts de Queen. Quand la chanson Mustapha devient incontournable en tournée, Mercury entonne souvent l'introduction de ce morceau, plus facile à chanter puisque écrite pour une seule voix. Lors du Hot Space Tour ainsi qu'à d'autres occasions avérées, il démarre sur une improvisation au piano, généralement basée sur l'introduction du morceau Death on Two Legs, et la finit sur le premier couplet de Bohemian Rhapsody. Cependant, la plupart du temps, il se contente de s'installer au piano et de jouer les premières notes, ajoutant parfois quelques mots à l'intention du public.
Le niveau de fatigue de Mercury était visible s’il jouait certaines notes plus graves.
La section « opéra », vers le milieu du morceau, pose toutefois d'autres difficultés au groupe. À cause de la complexité des techniques d'enregistrement utilisées en studio, il n'y a aucun moyen de jouer cette partie sur scène. De plus, le peu de répit entre les tournées Sheer Heart Attack et A Night at the Opera ne leur permet pas de chercher une solution viable. Ils coupent alors le morceau en trois parties distinctes, jouées séparément durant les concerts. Les ballades du début et de la fin sont insérées dans un pot-pourri, les morceaux Killer Queen et March of the Black Queen remplaçant respectivement les parties opéra et hard rock. Ces deux sections, mises de côté, sont jouées au tout début des concerts, suivies par Ogre Battle. Cela permet au groupe de jouer la partie opéra sur bande magnétique pendant qu'ils s'installent sur scène, Mercury chantant souvent les premières paroles.
À partir de la tournée A Day at the Races, Queen adopte ce qui deviendra la façon définitive d'aborder ce morceau en concert. La ballade d'introduction est jouée sur scène et juste après le solo de guitare de Brian May, les lumières baissent. Le groupe, fermement opposé au passage d'une bande lors de leur présence sur scène, quitte la scène pour un rapide changement de costume, tandis que la section opéra est jouée sur bande. Un jeu pyrotechnique, lancé immédiatement après le dernier « for me... » de Taylor, annonce le retour des musiciens et le début de la section hard rock.

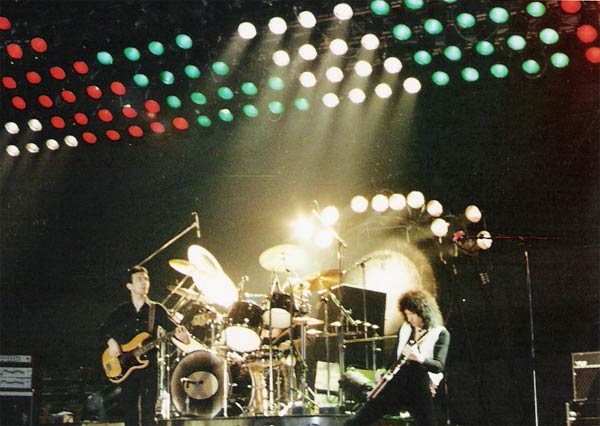
De gauche à droite : John Deacon, Roger Taylor et Brian May en concert à Hanovre en 1979. Derrière la batterie, on distingue le tam-tam utilisé en fin de Bohemian Rhapsody.

Le 20 avril 1992, Elton John et Axl Rose jouent le morceau avec les membres restants du groupe lors du Freddie Mercury Tribute : Elton John commence le morceau au piano par la section « ballade ». La section opéra est celle de l'enregistrement studio, accompagnée sur écran géant par l'image du quatuor de la vidéo de 1975. Axl Rose arrive sur scène pour la section hard rock. Elton John et Axl Rose se retrouvent finalement ensemble pour l'outro. Ce jour-là, leur duo est vu comme le mini-événement du concert, Axl Rose étant alors considéré comme homophobe en raison des paroles de la chanson One In A Million.
Sur la tournée 2005-2006 de Queen + Paul Rodgers, une vidéo de Mercury filmée lors du concert de Wembley en 1986 est diffusée sur écran géant pour la première partie. Mercury joue la partition piano et chante, les autres membres se calent sur la vidéo et Rodgers, quant à lui, s'éclipse un moment. La section opéra provient de l'enregistrement studio tandis qu'une vidéo-souvenir de Mercury passe sur les écrans. À ce moment, tout le groupe quitte la scène, laissée totalement sombre. Au moment de la section hard rock, le groupe revient au complet avec Rodgers au chant principal. La voix de Mercury est enfin utilisée pour un duo avec Rodgers sur la partie finale. Rodgers répète les dernières paroles avant que le concert ne prenne fin sur une image de Mercury souriant au public.
La chanson figure sur l'album Live Around the World (2020) de Queen + Adam Lambert.

## Liste non exhaustive de reprises
- We've Got a Fuzzbox and We're Gonna Use It : sur les singles What's the Point (1987) et Self (1989). Leur version a cappella est une des premières reprises du morceau.
- Bad News : album Bad News (1987). Ce groupe de rock créé pour l'émission de la chaîne de télévision britannique Channel 4 The Comic Strip Presents... sort également Bohemian Rhapsody sous forme de single. Cette version est produite par Brian May.
- "Weird Al" Yankovic avec son single Bohemian Polka (1993), version parodique de la chanson.
- Royal Philharmonic Orchestra sur l'album Royal Philharmonic Orchestra Plays Queen (1995).
- Montserrat Caballé — album Friends for Life (1997), Duo avec Bruce Dickinson, chanteur du groupe Iron Maiden.
- Molotov — album Molomix. La reprise est en fait une parodie : Rap, soda y bohemia
- California Guitar Trio (en) — version instrumentale sur l'album Rocks the West (2000).
- The Flaming Lips — album Killer Queen (2005). Cette reprise est aussi jouée lors des concerts du groupe.
- Dream Theater a repris la section hard rock à l'occasion de pots-pourris.
- Faye Wong — version en concert, publiée sur l'album Faye Wong HK Scenic Tour 98/99.
- The Braids — version RnB de la partie « ballade » sur leur album Here we come. Le single est enregistré en 1996 pour le film Prof et Rebelle mais l'album ne parait qu'en 1999. À sa sortie, le single est un succès international (disque d'or en Norvège, d'argent en France, de platine en Nouvelle-Zélande, et entre au top 40 en Hollande, en Norvège, en Italie, en Suède, au Canada et au Japon). Une rumeur existe concernant une reprise du morceau par les Fugees, mais il s'agit en fait de celle des Braids.
- Kenny Rogers, en 1996, sur l'album Everybody Loves... The 70's Vol. I sur le label EMI.
- Elaine Paige, en 1997, sur l'album From A Distance.
- Ours - groupe de rock américain conduit par le chanteur et guitariste Jimmy Gnecco, reprend la partie ballade et l'outro dans l'édition single de Drowning ainsi que sur l'EP Drowning Acoustic paru en 2001 (édité par Dreamworks Records et produit par Steve Lillywhite).
- Helmut Lotti, en 2003, sur l'album Pop classics in symphony.
- Sylvain Cossette, en 2008, sur l'album 70's Volume 2.
- Emilie Autumn, en 2008, sur l'EP Girls Just Wanna Have Fun & Bohemian Rhapsody.
- P!nk en 2008-2009 lors du Funhouse Tour.
- Le Muppet Show, en 2009.
- Florent Mothe, chanteur et musicien français, a été repéré en 2008 par l'équipe chargée du casting de Mozart, l'opéra rock grâce à sa reprise de Bohemian Rhapsody, rebaptisée Flow's Bohemian Rhapsody, qu'il avait mise en ligne sur sa page MySpace. Elle figure sur son album Rock in chair.
- Glee dans l'épisode 22 de la saison 1 intitulé Journey, le titre est repris par les Vocal Adrenaline.
- Les Simpson et leur Yellow Album ont repris un titre tiré de l'épisode 1 de la saison 4 (Hail to the Kamp Krusty), se moquant de la construction générale du morceau original.
- Seikima-II : Demon Kogure, chanteur du groupe, a interprété le morceau dans son intégralité sur un plateau de télévision japonais, entouré d'une cantatrice soprano, d'un pianiste, d'un chœur de vingt personnes, d'un ensemble rock classique et d'un saxophone ténor.
- Une reprise par le groupe Panic! at the Disco est utilisée dans le film Suicide Squad et paraît sur la bande originale homonyme (2016).
- Reprise de la part de Pentatonix dans leur album PTX, Vol IV (2017).
- Reprise en 2018 par Parasyche, interprété avec la voix de plusieurs chanteur de rock et de métal (Kurt Cobain de Nirvana, James Hetfield de Metallica, Geddy Lee de Rush, etc.).
- Puscifer sur l'EP Donkey Punch the Night.
- L'altiste italien Marco Misciagna, en 2024, dans le single dédié à son arrangement pour alto solo (Live)[45].

## Classements et certifications

### Classements hebdomadaires
| Classement (1975-76)                   | Meilleure place |
| -------------------------------------- | --------------- |
| Afrique du Sud (Springbok Charts)      | 2               |
| Allemagne (Media Control AG)           | 7               |
| Australie (Kent Music Report)          | 1               |
| Belgique (Flandre Ultratop 50 Singles) | 1               |
| Canada (RPM)                           | 1               |
| États-Unis (Hot 100)                   | 9               |
| Espagne (Promusicae)                   | 6               |
| Finlande (Musiikkituottajat)           | 16              |
| France (IFOP)                          | 50              |
| Irlande (IRMA)                         | 1               |
| Italie (Musica e dischi)               | 28              |
| Japon (Oricon)                         | 48              |
| Norvège (VG-lista)                     | 4               |
| Nouvelle-Zélande (RMNZ)                | 1               |
| Pays-Bas (Single Top 100)              | 1               |
| Pays-Bas (Single Tip)                  | 1               |
| Royaume-Uni (UK Singles Chart)         | 1               |
| Suède (Sverigetopplistan)              | 4               |
| Suisse (Schweizer Hitparade)           | 18              |

| Classement (1991-92)                   | Meilleure place |
| -------------------------------------- | --------------- |
| Allemagne (Media Control AG)           | 16              |
| Australie (ARIA)                       | 5               |
| Autriche (Ö3 Austria Top 40)           | 8               |
| Belgique (Flandre Ultratop 50 Singles) | 6               |
| Canada (Hot 100)                       | 18              |
| États-Unis (Hot 100)                   | 2               |
| Finlande (Musiikkituottajat)           | 17              |
| France (SNEP)                          | 15              |
| Irlande (IRMA)                         | 1               |
| Japon (Oricon)                         | 33              |
| Nouvelle-Zélande (RMNZ)                | 16              |
| Pays-Bas (Single Top 100)              | 1               |
| Royaume-Uni (UK Singles Chart)         | 1               |
| Suisse (Schweizer Hitparade)           | 8               |

| Classement (2012)           | Meilleure place |
| --------------------------- | --------------- |
| Royaume-Uni (UK Rock Chart) | 1               |

| Classement (2018-19)                   | Meilleure place |
| -------------------------------------- | --------------- |
| Australie (ARIA)                       | 17              |
| Autriche (Ö3 Austria Top 40)           | 30              |
| Belgique (Flandre Ultratop 50 Singles) | 3               |
| Tchéquie (IFPI Singles Digitál)        | 1               |
| Canada (Hot 100)                       | 26              |
| Canada (Canadian Digital Song Sales)   | 6               |
| France (SNEP)                          | 21              |
| France (SNEP Ventes)                   | 3               |
| Grèce (IFPI)                           | 8               |
| Hongrie (Rádiós Top 40)                | 4               |
| Hongrie (Stream Top 40)                | 3               |
| Italie (FIMI)                          | 11              |
| Japon (Hot 100)                        | 12              |
| Malaisie (RIM)                         | 8               |
| Pays-Bas (Single Top 100)              | 26              |
| Nouvelle-Zélande (RMNZ)                | 20              |
| Slovaquie (IFPI Rádio)                 | 5               |
| Singapour (RIAS)                       | 24              |
| Espagne (PROMUSICAE)                   | 26              |
| Suède (Sverigetopplistan)              | 33              |
| Suisse (Schweizer Hitparade)           | 21              |
| Royaume-Uni (UK Singles Chart)         | 45              |
| États-Unis (Billboard Hot 100)         | 33              |
| États-Unis (Hot Rock Songs)            | 2               |

### Classements annuels
| Classement (1975)  | Meilleure place |
| ------------------ | --------------- |
| Royaume-Uni (BMRB) | 22              |

| Classement (1976)              | Meilleure place |
| ------------------------------ | --------------- |
| Australie (Kent Music Report), | 2               |
| Belgique (Ultratop Flandre)    | 14              |
| Canada (RPM Top 100)           | 6               |
| Pays-Bas (Dutch Top 40)        | 9               |
| Pays-Bas (Single Top 100)      | 11              |
| Royaume-Uni (BMRB),            | 35              |
| États-Unis (Billboard Hot 100) | 18              |
| États-Unis (Cash Box Singles)  | 52              |

| Classement (1991)                      | Meilleure place |
| -------------------------------------- | --------------- |
| Royaume-Uni (Top 100 Singles (Gallup)) | 2               |

| Classement (1992)                | Meilleure place |
| -------------------------------- | --------------- |
| Australie (ARIA)                 | 59              |
| Belgique (Ultratop)              | 45              |
| Europe (Eurochart Hot 100)       | 34              |
| Pays-Bas (Dutch Top 40)          | 28              |
| Pays-Bas (Single Top 100)        | 24              |
| Nouvelle-Zélande (RIANZ)         | 41              |
| France (SNEP)                    | 72              |
| Royaume-Uni (Top Singles Gallup) | 15              |
| États-Unis (Billboard Hot 100)   | 39              |
| États-Unis (Cash Box Singles)    | 22              |

| Classement (2006)             | Meilleure place |
| ----------------------------- | --------------- |
| Royaume-Uni (UK Singles (OCC) | 199             |

| Classement (2018)                        | Meilleure position |
| ---------------------------------------- | ------------------ |
| France (SNEP)                            | 146                |
| Hongrie (Single Top 40)                  | 40                 |
| Islande (Plötutíðindi)                   | 97                 |
| Portugal (AFP)                           | 122                |
| États-Unis (Billboard US Hot Rock Songs) | 31                 |

| Classement (2019)                     | Meilleure position |
| ------------------------------------- | ------------------ |
| Australie (ARIA)                      | 67                 |
| République tchèque (ČNS IFPI)         | 7                  |
| France (SNEP)                         | 60                 |
| Hongrie (Single Top 40)               | 29                 |
| Italie (FIMI)                         | 73                 |
| Japon (Japan Hot 100)                 | 49                 |
| Lettonie (LAIPA)                      | 75                 |
| Portugal (AFP)                        | 79                 |
| Suède (Sverigetopplistan)             | 95                 |
| Suisse (Schweizer Hitparade)          | 39                 |
| Royaume-Uni (OCC)                     | 64                 |
| États-Unis (Billboard Hot Rock Songs) | 7                  |
| États-Unis (Rolling Stone Top 100)    | 67                 |

| Classement (2020) | Meilleure place |
| ----------------- | --------------- |
| France (SNEP)     | 158             |

| Classement (2021)      | Meilleure position |
| ---------------------- | ------------------ |
| France (SNEP)          | 177                |
| Global 200 (Billboard) | 87                 |
| Portugal (AFP)         | 146                |

| Classement (2022)      | Meilleure place |
| ---------------------- | --------------- |
| Global 200 (Billboard) | 75              |

### Certifications
| Pays                    | Ventes     | Certifications |
| ----------------------- | ---------- | -------------- |
| Allemagne (BVMI)        | 250 000 +  | Or             |
| Australie (ARIA)        | 560 000 +  | 8 × Platine    |
| Canada (Music Canada)   | 560 000 +  | 7 × Platine    |
| Danemark (IFPI Denmark) | 180 000 +  | 2 × Platine    |
| Espagne (Promusicae)    | 150 000    | 3 × Platine    |
| États-Unis (RIAA)       | 10 000 000 | Diamant        |
| Italie (FIMI)           | 200 000    | 4 × Platine    |
| Nouvelle-Zélande (RMNZ) | 40 000     | 2 × Platine    |
| Portugal (AFP)          | 160 000    | 4 × Platine    |
| Royaume-Uni (BPI)       | 2 550 000  | 3 × Platine    |

### Diffusion en streaming
Selon la maison de production du titre, Universal, en décembre 2018 Bohemian Rhapsody est devenu le titre du XXe siècle le plus écouté et visionné en streaming légal sur Internet toutes plateformes confondues avec 1,6 milliard d'écoutes et vues cumulées sur Apple Music, Deezer, Spotify et YouTube.
Bohemian Rhapsody est officiellement diffusée sur YouTube via la chaîne du groupe Queen en 2008. En 2019, à la suite de la sortie du film homonyme elle fait partie des chansons diffusées sur la plateforme à avoir dépassé le milliard de vues et, avec sa sortie en 1975, est la plus ancienne chanson à atteindre ce chiffre.
En 2021, trois chansons de Queen sont classées dans les titres les plus écoutés — et dépassant chacune le milliard d'écoutes cumulées — du site de streaming musical Spotify : Another One Bites the Dust (no 5), Bohemian Rhapsody (no 6) et Don't Stop Me Now (no 7).
En décembre 2022, le titre dépasse les deux milliards d'écoutes sur Spotify.